# Orden de la Patria (Bielorrusia)
La Orden de la Patria (en bielorruso: Ордэн Айчыны) es una condecoración estatal de la República de Bielorrusia, destinada a reconocer los méritos especiales en las esferas de la actividad socioeconómica, pública y otras destinadas a fortalecer el poder del país y por el valor y el coraje demostrado en la defensa del estado. Fue establecida por el Decreto del Consejo Supremo de la República de Bielorrusia N.º 3726-XII del 13 de abril de 1995.

## Criterios de concesión
La Orden de la Patria es la orden más alta de las que actualmente concede la República de Bielorrusia, se otorga en reconocimiento deː
- Excelentes resultados en las actividades fabriles, científicas, sociales y culturales, benéficas y otras destinadas a promover el bienestar de las personas y fortalecer el poder del Estado;
- El valor y el coraje desplegados en la protección de la Patria y sus intereses estatales, la aplicación de la ley y el orden público;
- Contribuciones significativas al desarrollo de los lazos económicos, científicos y culturales entre la República de Bielorrusia y otros países.

La insignia de la orden se lleva en el lado izquierdo del pecho y, en presencia de otras órdenes y medallas de la República de Bielorrusia (excepto la Orden de la Madre), se coloca por encima de todas ellas en orden de precedencia de grados.
La medalla  consta de tres grados, primero, segundo y tercero, siendo el primer grado la más alta, las condecoraciones se otorgan secuencialmente por méritos continuos.

## Descripción
La Orden de la Patria es una insignia realizada en forma de dos cuadriláteros, que se superponen y forman una estrella de ocho puntas con un diámetro de 44 mm.
En el centro de la estrella hay un círculo con un diámetro de 24 mm, en el que hay una imagen del Emblema del Estado de la República de Bielorrusia, enmarcado por una corona de hojas de roble y laurel. En la parte superior del círculo sobre un fondo de esmalte rojo está la inscripción «Aichyna» ("Patria" en bielorruso), en la parte inferior se indican los grados de la orden: I, II, III. El reverso de la insignia tiene una superficie lisa, con el número de serie de la condecoración grabado en el centro.
La medalla está conectada con un ojal y un anillo a un bloque pentagonal cubierto con una cinta muaré de seda roja con una franja verde longitudinal en el medio para la orden de 1.er grado, dos franjas longitudinales verdes a lo largo de los bordes para la orden de 2.do grado y dos franjas longitudinales verdes en los bordes y una franja longitudinal verde en el medio para la Orden de 3.er grado.
La Orden de la Patria de 1.er grado está hecha de plata dorada, la de 2.do grado de plata parcialmente dorada y la de 3.er grado de plata.

## Medallas y cintas
| Primer grado        | Segundo grado | Tercer grado |
| ------------------- | ------------- | ------------ |
|                     |               |              |
| Cinta de la medalla |               |              |
|                     |               |              |